# Badauê
Badauê foi um afoxé ativo entre os anos de 1978 e 1992 na cidade de Salvador. Fundado por jovens moradores do Engenho Velho de Brotas, foi liderado por Moa do Katendê.